# Urubichá
Urubichá es una localidad y municipio de Bolivia, ubicado en la provincia Guarayos al noroeste del departamento de Santa Cruz. El municipio tiene una superficie de 10.227 km² y cuenta con una población de 7.026 habitantes (según el Censo INE 2012). La localidad se encuentra a 360 km de la ciudad de Santa Cruz de la Sierra.
Su topografía está compuesta por llanuras intercaladas por lagunas. La población del municipio es de origen guarayo y la mayor parte es bilingüe con guaraní y castellano. Tiene un clima templado con una temperatura promedio anual de 24.7 °C.
El municipio fue creado según ley el 6 de marzo de 1990.

## Toponimia
Urubichá significa en idioma guarayú (dialecto guaraní): “laguna o extensión de mucha agua”.

## Historia
Cuando los misioneros jesuitas llegaron a la región de Guarayos hace más de 300 años, los religiosos intentaron introducir el cristianismo a la población indígena con música barroca. Sólo 76 años fueron suficientes para convertir a los indígenas chiquitanos en maestros músicos barrocos hasta que los jesuitas fueron expulsados de toda América Latina en 1767.
Dos siglos después, el franciscano alemán Walter Neuwirth llegó a Urubichá y continuó la labor de los jesuitas: mejoró las condiciones de las viviendas locales, creó cooperativas de producción y escuelas y revivió la tradición de la música clásica. En Urubichá se han vuelto a fabricar violines desde 1980, y hoy la localidad tiene su propia orquesta juvenil, 20 fabricantes de violines y una escuela de música (Instituto de Formación de Coro y Orquesta de Urubichá). La joven orquesta ya ha tocado en festivales en Bolivia, Venezuela, Chile y Argentina y dos veces en giras de conciertos en Alemania.

## Geografía
El municipio ocupa la parte nororiental de la provincia de Guarayos, al norte del departamento de Santa Cruz. Limita al norte con el departamento del Beni, al oeste y al sur con el municipio de Ascensión de Guarayos, y al este con la provincia Ñuflo de Chaves.

## Demografía
De acuerdo con el censo boliviano de 2024, la población del municipio de Urubichá es de 6 528 habitantes.
La población del municipio aumentó en un tercio entre 1992 y 2024, al igual que la población de la localidad:
| Año  | Habitantes (municipio) | Habitantes (localidad) | Fuente |
| ---- | ---------------------- | ---------------------- | ------ |
| 1992 | 4.731                  | 2.586                  | Censo  |
| 2001 | 5.960                  | 3.302                  | Censo  |
| 2012 | 7.026                  | 3.848                  | Censo  |
| 2024 | 6.528                  |                        | Censo  |

## Economía
El municipio de Urubichá se dedica a la agricultura, siendo una de las actividades agrícolas más grandes la fruticultura, especialmente de cítricos, plátano y piña, cultivándose también caña. En la ganadería se tiene una producción de animales menores, mientras que la cría de animales mayores es desarrollada por medianos y grandes ganaderos asentados en la zona.

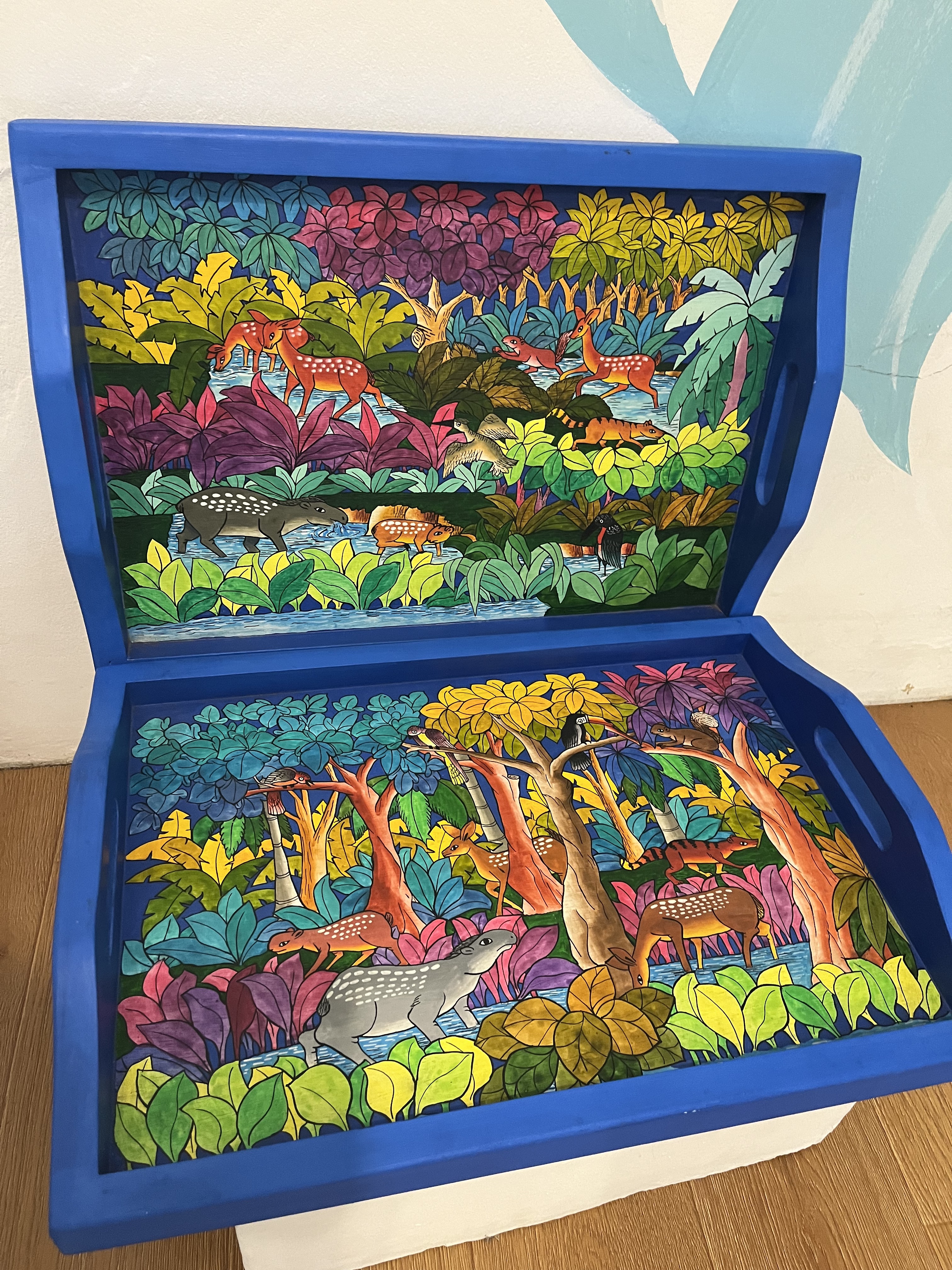
Artesanía en madera de Urubichá.

## Transporte
Urubichá se ubica a 326 kilómetros por carretera al norte de Santa Cruz de la Sierra, capital del departamento.

Desde Santa Cruz, la carretera nacional asfaltada Ruta 9 primero conduce hacia el este por Cotoca hasta Puerto Pailas, cruza el río Grande y se separa catorce kilómetros más tarde en Pailón. Desde aquí, la Ruta 9 conduce 230 km al norte hasta Ascensión de Guarayos y luego hasta Guayaramerín en el extremo norte del país. En las afueras del norte de Ascensión, un camino rural sin asfaltar se bifurca en dirección noreste y llega a Urubichá después de 35 km.

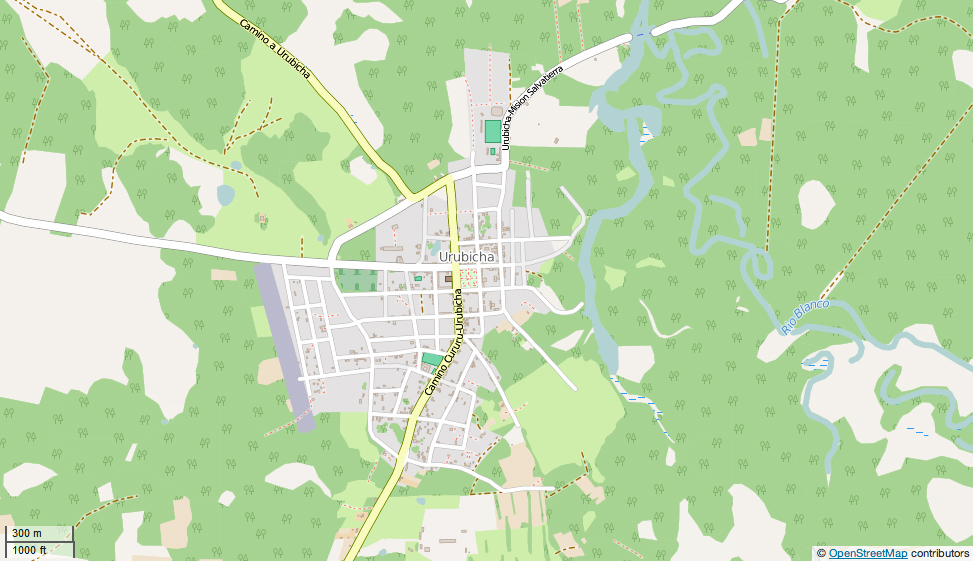
Mapa de las calles de Urubichá